# Observatoire de Modra
L'observatoire astronomique de Modra (en slovaque : Astronomické observatórium Modra), également connu sous le nom d'observatoire de Modra ou d'observatoire astronomique et géophysique de Modra, est un observatoire astronomique situé à Modra, en Slovaquie. Il appartient et est exploité par l'université Comenius de Bratislava. La recherche scientifique à l'observatoire est dirigé par le département d'astronomie, physique de la Terre et Météorologie, faculté de mathématiques, physique et informatique (en).
L'astéroïde (11118) Modra découvert dans cet observatoire qui porte le nom de la ville, a été nommé en l'honneur de l'observatoire,.

## À propos
L'observatoire astronomique et géophysique de l'université Comenius est situé près de la ville de Modra et dans la chaîne de montagnes des Petites Carpates. Le domaine de 3,5 hectares contient plusieurs bâtiments et instruments scientifiques entourés d'une forêt des hêtres. Il repose sur le socle quartzitique du Trias moyen. Il est accessible via un sentier touristique ou par la route pavée privée depuis Zochova chata. La bâtiment administratif principal avec le dôme au sommet  contient le télescope Zeiss de 0,60 mètre avec caméra CCD et le télescope solaire de 0,20 mètre avec filtre H-alpha. À distance de marche se trouvent plusieurs bâtiments et pavillons dotés d'appareils scientifiques, tels que le papillon magnétique (mesure du champ magnétique terrestre), la cellule sismique avec le sismographe, la coupole du télescope solaire, la coupole avec l'appareil d'enregistrement des résonances de Schumann et le météore, papillon de détection photographique et vidéo de météores. Le bâtiment supérieur avec le dôme de 5 mètres dispose d'un télescope réfléchissant de 0,70 mètre avec CCD principalement destiné aux dispositifs de recherche et d'enregistrement des débris spatiaux pour le Global Positioning System (GPS) et le radar de météores à diffusion directe du réseau Bologne-Lecce-Modra (émetteur-récepteur–récepteur). Le bâtiment inférieur, situé à côté de l'étang, se compose d'une petite salle de conférence et d'un logement pour les invités. Depuis 1988, des observations météorologiques et météorologiques continues sont effectuées, les données fournissent donc un enregistrement climatique unique et homogène du site. En 2012, un amphithéâtre en plein air doté de sièges, d'un écran, d'un projecteur et d'un système de sonorisation a été construit à des fins de sensibilisation du public.

## Éducation et recherche
Faisant partie de l'université Comenius de Bratislava, l'observatoire offre des opportunités de recherche aux étudiants et le personnel propose des conseils pour les thèses de Master et de doctorat. Les recherches portent principalement sur la matière interplanétaire. Jusqu'en janvier 2014, 175 astéroïdes numérotées et 34 non numérotées ont été découverts à l'observatoire, dont deux objets géocroiseurs : 2005 GB34 et 2008 UW5. Le temps d'observation est principalement réservé à la photométrie des astéroïdes et des comètes et à l'astrométrie. La première observation d'une exoplanète en transit en Slovaquie a été réalisée à l'observatoire. Les chercheurs en physique solaire effectuent des observations de la proéminence solaire et des caractéristiques de la chromosphère dans la raie à 21 centimètres.
L'observatoire est également membre du réseau européen des bolides et a développé sa propre grille TV de détection de météores. Outre les caméras photographiques dans tout le ciel, des dispositifs semi-automatiques de détection de météores fish-eye dans tout le ciel sont situés à l'observatoire de Modra, près de Tesárske Mlyňany et à Kysucké Nové Mesto. En plus de la détection des météores, les caméras du ciel en temps réel détectent d'autres phénomènes, comme les sprites (en).

## Étude à large champ (ADAM-WFS)
Sur la base de l'étude sur la détection d'astéroïdes proches de la Terre, les scientifiques du département ont proposé une étude à large champ appelée « Automated Detection of Asteroids and Meteoroids - Wide Field Survey » (ADAM-WFS) visant à découvrir des petits astéroïdes à proximité de la Terre et des débris spatiaux.
Contrairement aux relevés d'astéroïdes actuels qui sont basés sur un champ de vision plus étroit mais une magnitude plus profonde, l'ADAM-WFS observera l'ensemble du ciel nocturne visible trois fois par nuit et identifiera des cibles en mouvement. Cette enquête est également considérée comme un projet à faible coût. Il utilisera des méthodes et techniques existantes et vérifiées, telles que le Moving Object Processing Pipeline (utilisé par Pan-STARRS, WISE et VRO). L'enquête proposée est similaire à l'ATLAS. S'il est financé, le télescope sera logé dans le dôme solaire.

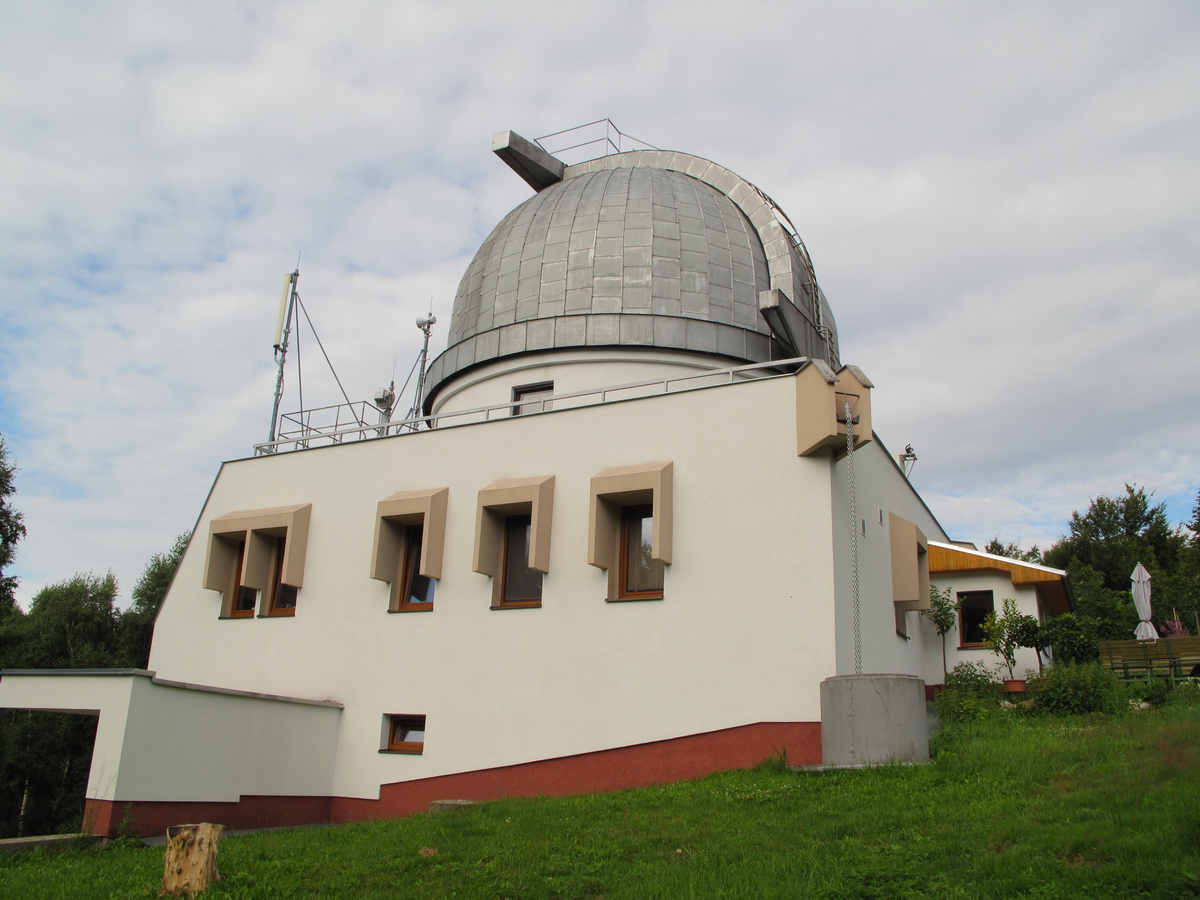
Bâtiment principal d'observation et administratif de l'observatoire de Modra.
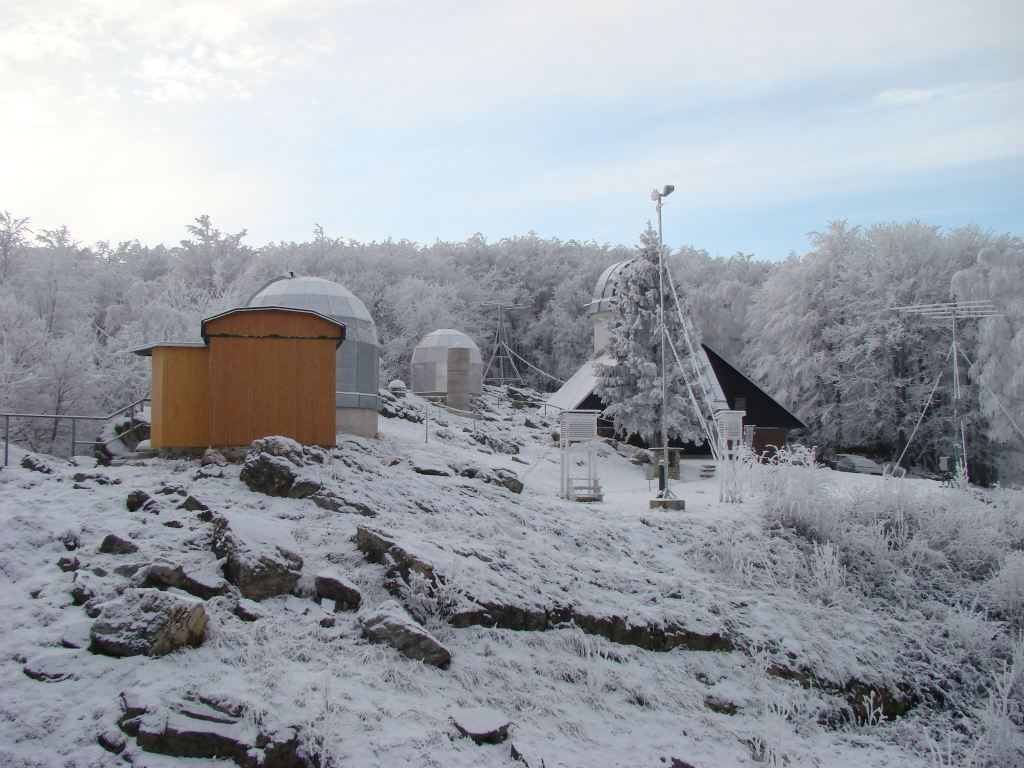
L'observatoire de Modra pendant l'hiver.
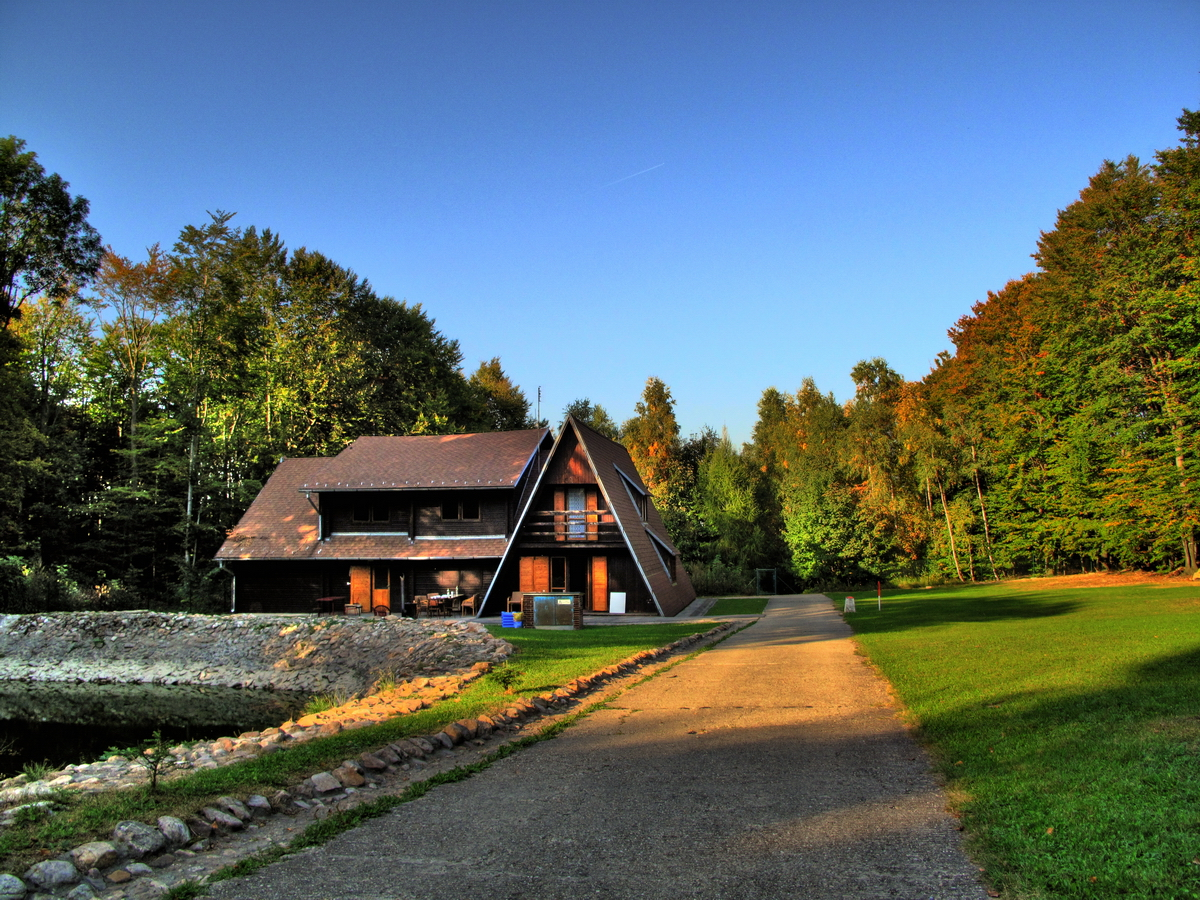
Bâtiment inférieur du complexe de l'observatoire de Modra.
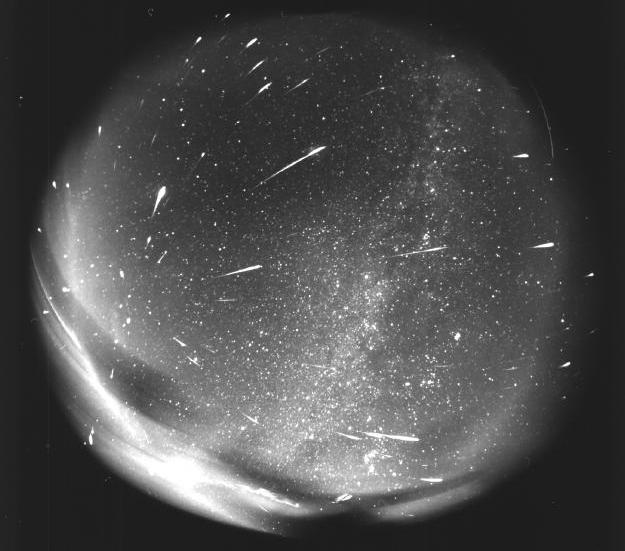
Les Léonides observées à l'observatoire, les bolides sont sur une seule plaque photographique.
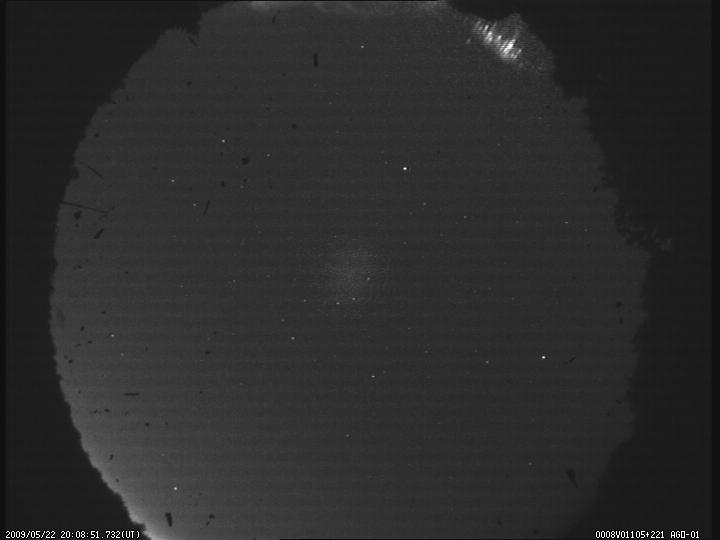
Sprites détectés au-dessus de l'horizon à l'observatoire.
Tache solaire active vue depuis l'observatoire.
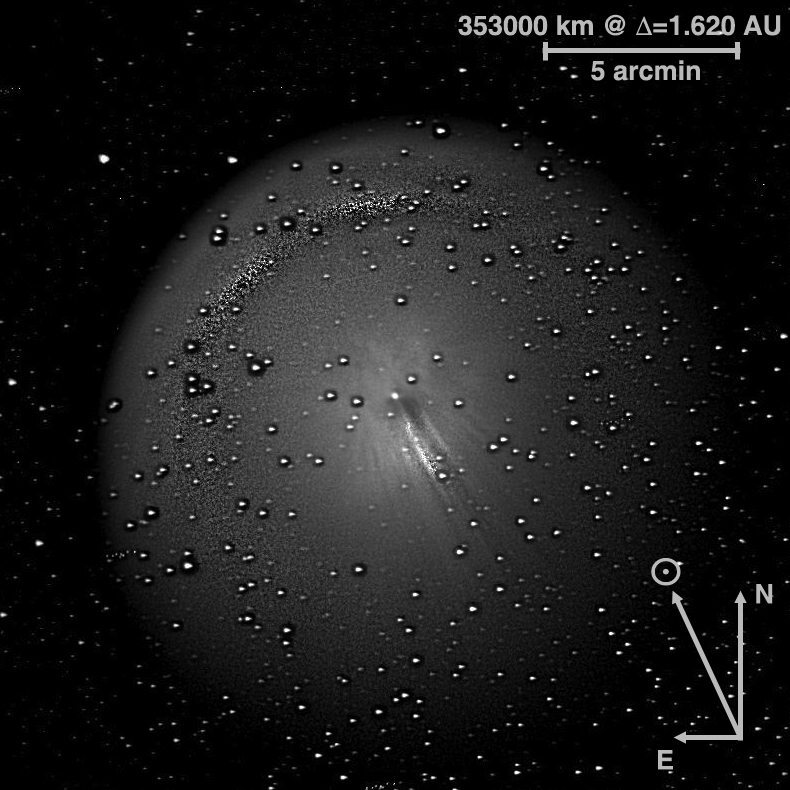
La comète 17P/Holmes observée à l'observatoire.
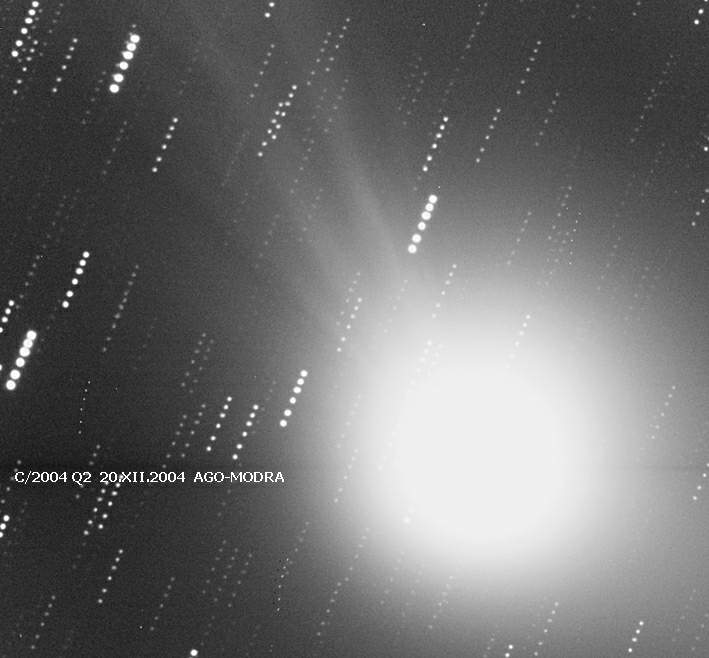
La comète C/2004 Q2 (Machholz) depuis l'observatoire.
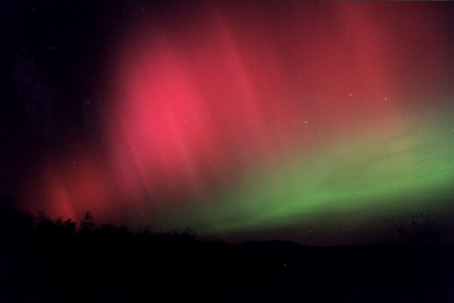
Aurore boréale prise en photo à l'observatoire.
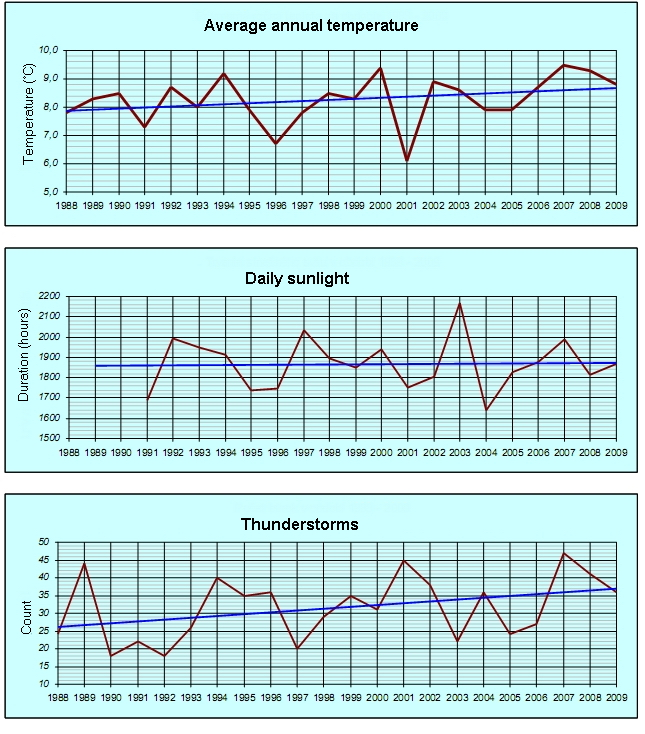
Record climatique sur le site de l'observatoire.
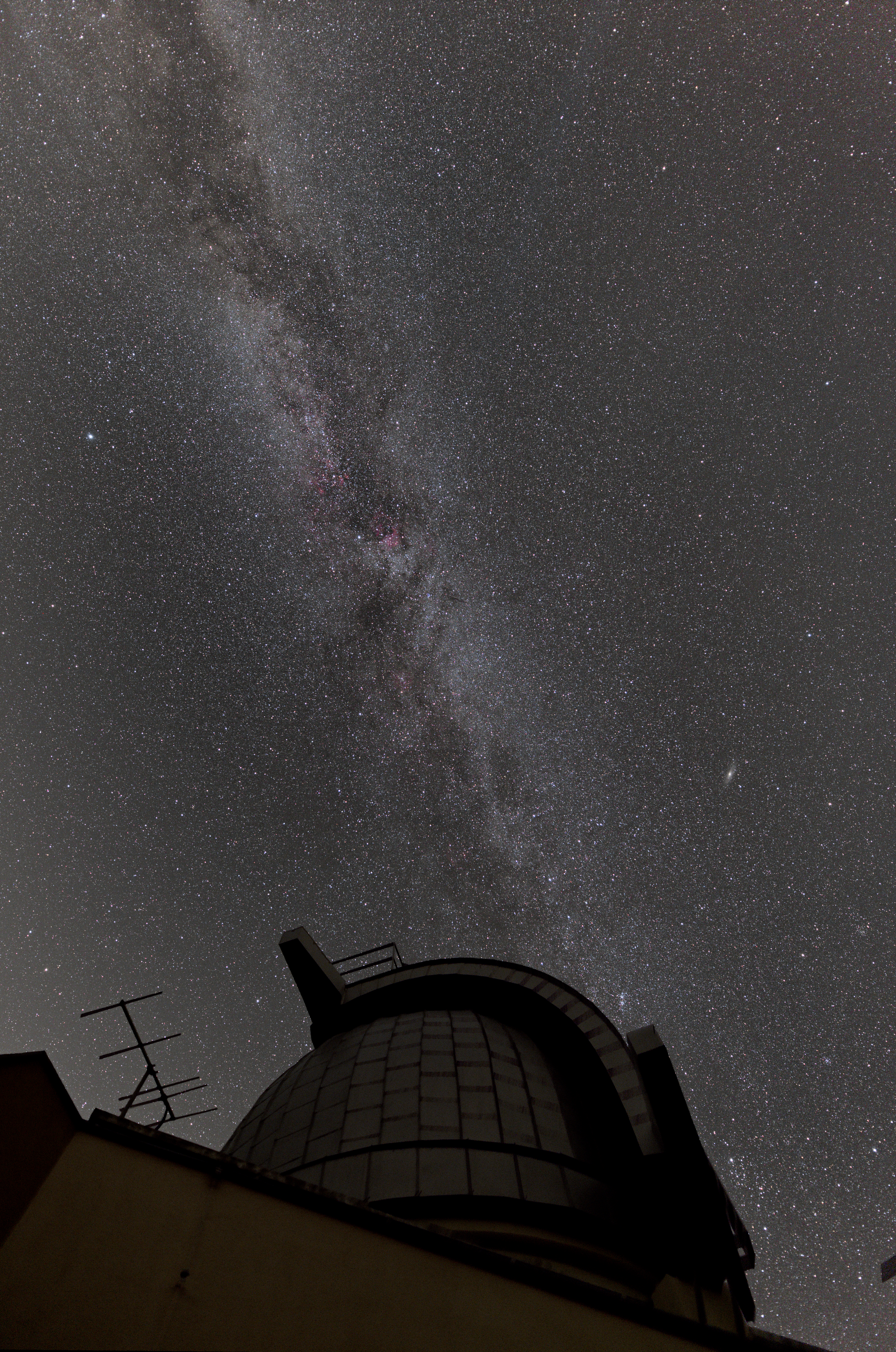
Vue de la Voie lactée en automne, au-dessus du dôme principal.